# San Fernando (Bukidnon)
San Fernando is een gemeente in de Filipijnse provincie Bukidnon op het eiland Mindanao. Bij de laatste census in 2007 had de gemeente bijna 45 duizend inwoners.

## Geografie

### Bestuurlijke indeling
San Fernando is onderverdeeld in de volgende 24 barangays:
| - Bonacao - Bulalang - Cabuling - Candelaria - Cayaga - Dao - Durian - Halapitan - Iglugsad - Kalagangan - Kawayan - Kibongcog | - Little Baguio - Mabuhay - Magkalungay - Malayanan - Matupe - Nacabuklad - Namnam - Palacpacan - Sacramento Valley - San Jose - Santo Domingo - Tugop |

## Demografie
San Fernando had bij de census van 2007 een inwoneraantal van 44.595 mensen. Dit zijn 4.430 mensen (11,0%) meer dan bij de vorige census van 2000. De gemiddelde jaarlijkse groei komt daarmee uit op 1,45%, hetgeen lager is dan het landelijk jaarlijks gemiddelde over deze periode (2,04%). Vergeleken met de census van 1995 is het aantal mensen met 10.296 (30,0%) toegenomen.

De bevolkingsdichtheid van San Fernando was ten tijde van de laatste census, met 44.595 inwoners op 705,06 km², 63,2 mensen per km².